# Green-River-Formation

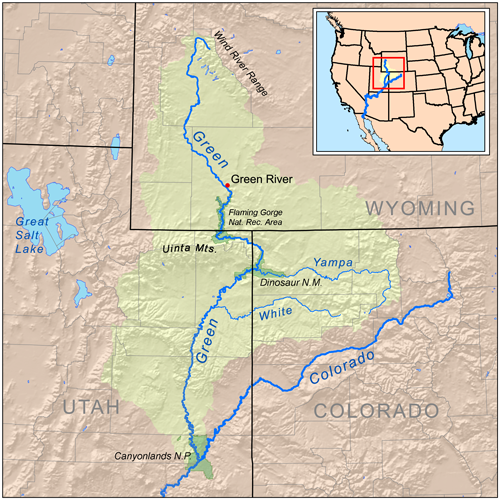
Einzugsgebiet des Green River

Die Green-River-Formation ist ein Gesteinsverband (Formation) aus der Zeit des Eozän in Nordamerika. 
Die Formation ist nach dem Green River benannt, einem Nebenfluss des Colorado Rivers in den Vereinigten Staaten. Sie besteht aus den Ablagerungen ursprünglich miteinander in Verbindung stehender großflächiger Seen. Das Ablagerungsgebiet der Formation umfasste mehrere Becken, die die im Nordosten des Bundesstaates Utah gelegenen Uinta Mountains umgürten:
- das Fossil-Becken im Südwesten Wyomings, in dem ursprünglich der Fossil Lake ausgebildet war
- das flächenmäßig größere Green-River-Becken und das Washakie-Becken  ebenfalls im Südwesten von Wyoming, am unmittelbaren Nordrand der Uintas; hier bestand der Lake Gosiute
- sowie das Uinta-Becken im nordöstlichen Utah und das Piceance-Creek-Becken im nordwestlichen Colorado mit dem alle anderen an Größe übertreffenden Lake Uinta.

Das Fossil Butte National Monument im Lincoln County, Wyoming, liegt im Fossil-Becken. Dort kommen äußerst gut erhaltene versteinerte Fische in sehr hoher Anzahl vor.

## Lithologie und Bildungsbedingungen
Insgesamt bedeckt die Green-River-Formation mehr als 65.000 km² und ist durchschnittlich 600 m mächtig. Im östlichen Verbreitungsgebiet im ehemaligen Lake Uinta erreicht sie mit über 2150 m ihre maximale Dicke. Lithologisch sind diese festländischen Seesedimente recht vielseitig – es wechseln Sandsteine, Tonsteine, Siltsteine, Ölschiefer, Kohleflöze, salzführende Evaporitlagen sowie eine Vielzahl von limnischen Kalken und Dolomiten miteinander ab. Zwischengeschaltete vulkanische Aschelagen aus dem weiter nördlich, in der Nähe von Yellowstone gelegenen Absaroka Volcanic Field sowie dem südöstlich gelegenen San Juan Volcanic Field bilden datierbare Referenzlagen innerhalb der sedimentären Abfolge. Die gesamte Formation kann in 14 Untereinheiten aufgegliedert werden, von denen sechs im Bereich des Lake Uinta, fünf im Lake Gosiute und drei im Fossil Lake lokalisiert sind. Häufig wird die Sedimentabfolge von Ablagerungen fluviatilen Ursprungs unterbrochen, die im unteren Bereich der Wasatch-Formation zugeschrieben werden können, im oberen Bereich hingegen der Bridger-Formation. Sie zeigen auf, dass die Seen nicht durchgängig bestanden, sondern zeitweise trocken fielen. Ursache für die Bildung dieser intermontanen Gebirgsseen war die weiter im Westen bereits während der Oberkreide stattfindende Sevier-Gebirgsbildung sowie anschließend das blockartige Aufsteigen der Rocky Mountains während der Laramischen Gebirgsbildung im Paläogen. Dies begründet den aus allen Richtungen erfolgenden Sedimenteintrag in die Teilbecken – durch das allmähliche Auftauchen der zentralen Uintas wurden die Sedimente in nördliche, östliche und südliche Richtung geschüttet. Von Norden erfolgte der Eintrag in das Green-River-Becken durch die entstehenden Wind River Mountains im westlichen Wyoming. Die Front Range, die Park Range und die Sawatch Range der Colorado Rockies lieferten den Teilbecken ihre Sedimentfracht aus dem Osten. Die Aufwölbung des Uncompahgre Plateaus und der San Juan Mountains brachten Sedimentschüttungen aus dem Süden. Weiter im Westen schließlich lagen die Wasatch Mountains Utahs und die Höhenzüge des östlichen Idaho.
Die Trona-Schichten des Sweetwater County in Wyoming sind bekannt für ihre Vielfalt an seltenen Evaporitmineralen. Sie sind Typuslokalität für sieben seltene Minerale: Bradleyit, Ewaldit, Loughlinit, McKelveyit-(Y), Norsethit, Paralabuntsovit-Mg und Shortit. Es kann außerdem Nahcolith, Dawsonit und selbst Moissanit (SiC) hinzutreten.

## Milanković-Zyklen
Die Schichtenfolge der Green-River-Formation verfügt über eine ausgeprägte Milanković-Zyklizität, die Erdbahnumlaufparameter Präzession, Bahnneigung und Exzentrizität sind eindeutig nachweisbar. Daher können die einzelnen Schichtglieder auch mit großer Genauigkeit datiert werden – die astrochronologischen Ergebnisse stimmen hierbei sehr gut mit den radiometrischen Angaben überein.

## Fossile Lagen

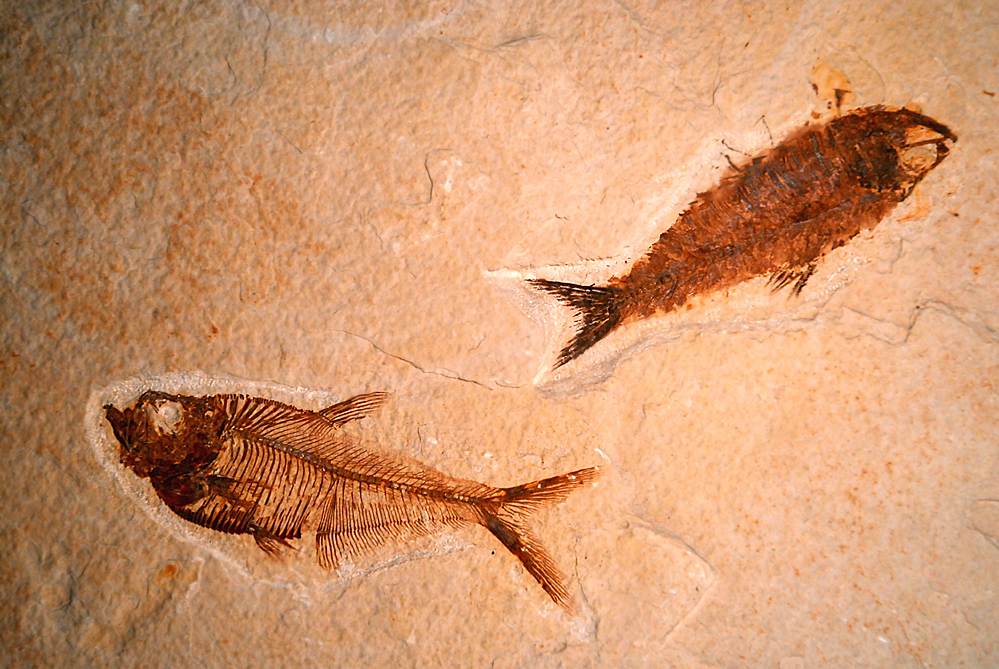
Die versteinerten Fische Diplomystus (links) und Knightia (rechts) aus der Green-River-Formation

Fossilfunde sind aus weiten Teilen der Green-River-Formation bekannt. Bedeutende Funde stammen aus dem Laney Member des Lake Gosiute  und aus dem Parachute Creek Member des Lake Uinta. Herausragend ist aber das Fossil Butte Member im Fossil Lake. Hier treten zwei sehr feinkörnige Kalksteinlagen in Erscheinung, die eine Vielfalt an vollständig und detailliert erhaltenen Fossilien enthalten. Diese Lagen bilden eine Fossillagerstätte des Eozäns – die ansonsten nur recht selten zu erfüllenden Bedingungen für das massenhafte Zusammentreffen von Organismen und deren ungestörte Fossilisation waren hier gegeben. Eine der zwei produktiven Lagen, das so genannte 18 inch layer (18-Zoll-Lage), besteht aus einer Abfolge von laminierten kalkigen Tonsteinen, die äußerst reich an Fischen und anderen Tieren ist. Die Tonsteine lassen sich leicht parallel zu ihrer Schichtung spalten, um dann ihren fossilen Inhalt preiszugeben. Die zweite Fossillage, das so genannte Sandwich bed layer (auch Split fish layer), ist eine ungefähr zwei bis vier Meter dicke, ebenfalls fein laminierte Schicht, die Unmengen an detailliert erhaltenen Versteinerungen enthält.
Die Kalkmatrix ist so feinkörnig, dass die Versteinerungen selbst noch seltene Weichteile vollständig erhaltener Insekten und abgefallener Blätter detailgetreu nachbilden. Mehr als 22 Insektenordnungen sind allein in der Green-River-Sammlung der Smithsonian Institution in Washington D.C. gegenwärtig.

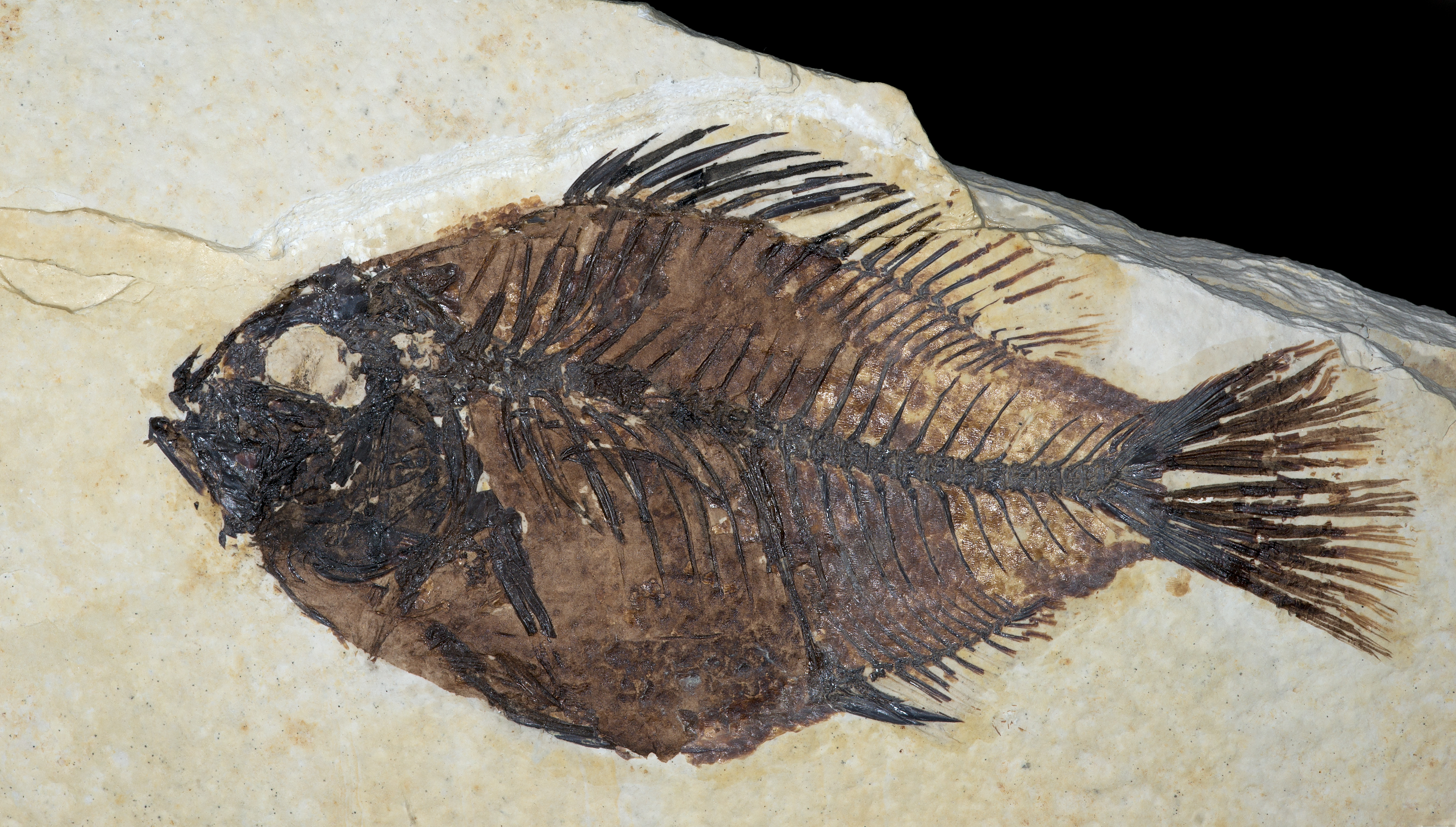
Der Barschartige Priscacara liops, etwa 11,5 cm Länge

Die Green-River-Fossilien aus dem Fossil Butte, dem Laney und dem Parachute Creek Member sind zwischen 52 und 46 Millionen Jahre alt, wurden also über einen Zeitraum von mehreren Millionen Jahren hinweg abgelagert – dokumentiert wurde dabei der Übergang vom feuchten Klima des frühen Eozäns zum etwas trockeneren mittleren Eozän. Das Klima war damals feucht und subtropisch warm, so dass selbst Krokodile, die keinen Frost vertragen, existieren konnten. Die Seen wurden von Platanenwäldern umrahmt, vereinzelte Palmwedel wurden entdeckt. 

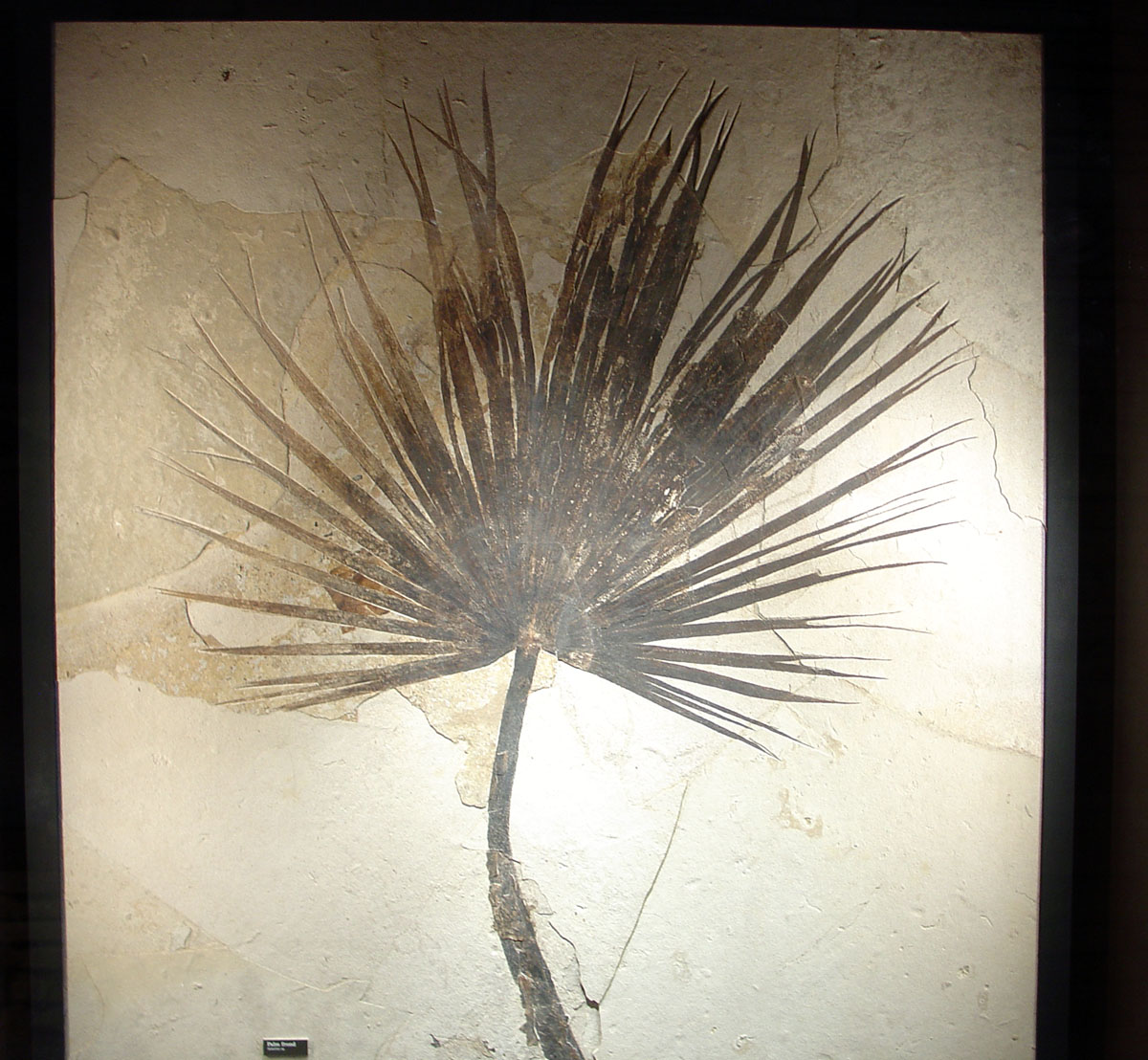
Funde von Palmwedeln sind Beleg für ein subtropisches Klima

Auf Grund der sich mit der Zeit verändernden Seenkonfigurationen ist jede Green-River-Fundstätte einzigartig in ihrem Charakter. So konnten sich die Seen in der relativ flachen Landschaft mittels leichter tektonischer Bewegungen recht rasch über ehemalige Flussdeltas hinwegbewegen, die Sedimentfracht kam aus dem Uinta-Hochland und den Rocky Mountains im Osten und Norden.
Die Lagerstätten bildeten sich unter anoxischen Bedingungen im feinkörnigen Kalkschlamm der Seen. Mangelnder Sauerstoff verlangsamte den bakteriellen Zerfall und hielt überdies Aasfresser fern, so dass Palm-, Farn- und Platanenblätter ungestört im feinkörnigen Sediment eingebettet und erhalten werden konnten – einige Blätter zeigen sogar noch die während ihres Wachstums erlittenen Insektenschäden. Insekten wurden vollkommen erhalten, selbst zierliche Flügelmembranen von Libellen und Spinnweben sind noch zu erkennen.
Auch Wirbeltiere wurden fossilisiert, darunter die Schuppen des Krokodils Borealsuchus, welches einen ersten frühen Hinweis auf das während des Eozäns im westlichen Nordamerika herrschende milde Klima lieferte. Fische sind allgegenwärtig – Knightia, ein zu den Heringen zählender Fisch, tritt manchmal in so dichten Lagen auf, dass der Eindruck entsteht, als wäre ein Schwarm in sauerstoffarme Bereiche vorgedrungen und dann dort umgekommen. Diese Art ist bei sämtlichen Fossilliebhabern wohlbekannt und auch kommerziell auf Fossilbörsen etc. weit verbreitet. Unter den Fischfunden befindet sich auch Heliobatis, ein endemischer Süßwasser-Stachelrochen.
Insgesamt wurden ungefähr sechzig Wirbeltiertaxa in der Green-River-Formation entdeckt. Neben den Fischen sind vertreten:
- mindestens elf Reptilarten (darunter die Schlangen Boavus idelmani)
- einige Vogelarten, darunter der frühe Gänsevogel Presbyornis
- Weichschildkröten
- Brachianodon westorum, ein Schuppentier-ähnliches Säugetier
- Meniscotherium von der Größe eines Hundes (Wirbelreste)
- Notharctus, einer der ersten Primaten (Wirbelreste)
- die frühesten bekannten und bereits voll flugfähigen Fledermäuse, Icaronycteris index und Onychonycteris finneyi.

### Entdeckung der Fossillagerstätte
John Evans hatte bereits 1856 zum ersten Mal in den Schichten der Green-River-Formation Fischfossilien gesammelt und beschrieben. Die Artzuweisung erfolgte als Knightia eocaena. Auch Edward Drinker Cope sammelte ausgiebig in diesem Gebiet und brachte 1871 eine Veröffentlichung über seine Fischfunde heraus. Seitdem wurden weitere Millionen von Fischfossilien hier entdeckt.

## Ölschiefer
Die Green-River-Formation enthält weltweit die größten Vorkommen an Ölschiefer. Die Menge des enthaltenen Schieferöls wird auf 213 Mrd. Tonnen geschätzt.